# Élite Val d'Oise Handball
Actualités
Dernière mise à jour : 02/06/2024.
L'Élite Val d'Oise Handball est une convention entre clubs de handball situés dans le Val-d'Oise en France. Elle a été créée en 2017 dans le cadre d'une entente entre le Saint-Gratien/Sannois Handball, basé dans les communes de Saint-Gratien et Sannois et créé en 1968, et le Handball Club Franconville/Le Plessis-Bouchard, basé à Franconville et au Plessis-Bouchard et créé en 1967.
Le Saint-Gratien/Sannois Handball a évolué en Nationale 1 (3e division) entre 2005 et 2016 et en Proligue (2e division) lors de la saison 2016-2017 où il termine dernier.
Depuis lors, l'Élite Val d'Oise Handball concourt dans le championnat de Nationale 1 avec comme objectif la montée en Proligue (D2).
L'équipe réserve masculine évolue quant à elle depuis plusieurs saisons en Nationale 3
L'équipe première féminine, pour sa part, a évolué en Nationale 2 ces deux dernières saisons, avant d'être reléguée en Nationale 3 pour la saison 2024/2025. 
Le club est actuellement le 7è français en nombre de licenciés (630).

## Coupe de France
Le 7 avril 2024, l'équipe première masculine se qualifie pour la finale de la première Coupe de France fédérale (qui réunit les équipes de Nationale 1 à 3), après avoir battu Thionville en quart de finale puis Livry-Gargan en demi-finale dans le Palais des sports de Dreux. La finale a lieu le 18 mai suivant à l'Adidas Arena, face à l'US Saintes qui l'emporte sur le score de 40 à 33.
La saison 2024-2025 est encore de meilleure facture puisque le club remporte cette Coupe de France fédérale : 
- en quart de finale le 8 mars 2025 à Mios, l'Élite Val d'Oise bat l'ASB Rezé sur le score de 38 à 37 ;
- en demi-finale le lendemain, le club prend sa revanche face à l'US Saintes en s'imposant 27 à 25 ;
- en finale  le 17 mai 2025 à l'Accor Arena, l'Élite Val d'Oise Handball s'impose 27 à 25 face à Metz Handball[3].

## Bilan par saison

### Équipe masculine
| Saison    | Division    | Classement                                        | Coupe de France      |
| --------- | ----------- | ------------------------------------------------- | -------------------- |
| 2016-2017 | Nationale 1 | 3e/8 - poule 1 puis 5e/12 - poule 1 de relégation | -                    |
| 2017-2018 | Nationale 1 | 4e/8 - poule 1 puis 5e/12 - poule 1 de relégation | -                    |
| 2018-2019 | Nationale 1 | 5e/8 - poule 3 puis 6e/12 - poule 2 de relégation | -                    |
| 2019-2020 | Nationale 1 | Saison non terminée (Covid-19)                    | -                    |
| 2020-2021 | Nationale 1 | Saison non terminée (Covid-19)                    | -                    |
| 2021-2022 | Nationale 1 | 7e/12 - poule 1 Élite                             | -                    |
| 2022-2023 | Nationale 1 | 10e/14 - poule 1 Élite                            | -                    |
| 2023-2024 | Nationale 1 | 8e/12 - poule Fédérale                            | Fédérale : Finaliste |
| 2024-2025 | Nationale 1 | en cours                                          | Fédérale : Vainqueur |

## Effectifs

### Effectif 2024-2025
| N° | Poste | Nom                       | Date de naissance  | Taille | Arrivée | Club précédent                | Sélection |
| -- | ----- | ------------------------- | ------------------ | ------ | ------- | ----------------------------- | --------- |
| 66 | GB    | Ricardo Amérigo Fernández | 7 février 1986     | 1,89 m | 2023    | Grand Poitiers Handball 86    | -         |
|    | GB    | Skander Slim              | 26 juillet 1995    | 1,90 m | 2024    | ASB Rezé                      | -         |
| 7  | ALG   | Romaric Biglietti         | 30 septembre 1997  | 1,82 m | 2019    | Entente Asnières Colombes     | -         |
|    | ALG   | Nils Dallemagne-Deplagne  | 4 juillet 1999     | 1,80 m | 2022    | Formé au club                 | -         |
|    | ALG   | Raouf Abdou Msa           |                    |        | 2024    | Asa Maisons-alfort Hb         | -         |
| 6  | ALD   | Wilhem Clusel             | 26 mai 1996        | 1,87 m | 2021    | US Saintes Handball           | -         |
| 92 | ALD   | Robin Beaugars            | 24 mai 2000        | 1,81 m | 2022    | US Ivry Handball              | -         |
| 14 | DC    | Simon Lavialle            | 1er septembre 1997 | 1,90 m | 2021    | Angers SCO Handball           | -         |
|    | DC    | Roman Scattolari          | 11 février 1994    | 1,90 m | 2024    | Amiens Picardie Handball      | -         |
| 97 | ARD   | Lucas Rance               | 24 janvier 1995    | 1,90 m | 2023    | US Saintes Handball           | -         |
|    | ARD   | Jaaz Delannay             | 11 août 2003       | 1,99 m | 2024    | US Dreux Vernouillet Handball | -         |
| 42 | ARD   | Ian Delobel               | 28 juillet 2005    | 1,91 m | 2023    | Bois-Colombes-Sports Handball | -         |
| 23 | ARG   | Mario Brito Febras        | 6 janvier 2001     | 1,91 m | 2023    | Billère Handball Pau Pyrénées | -         |
| 19 | ARG   | Yanis Jean-Philippe       | 19 avril 2002      | 1,90 m | 2022    | Bois-Colombes-Sports Handball | -         |
| 16 | PVT   | Maxime Mantey             | 26 mai 2003        | 1,93 m | 2020    | Formé au club                 | -         |
| 94 | PVT   | Mehdi Ismaili Alaoui      | 4 janvier 1992     | 1,91 m | 2021    | Widad Smara                   | Maroc     |

Staff technique :
- Ibrahima Sall (entraîneur principal)
- Yohan Commare (entraîneur adjoint)
- Claire Hirigoyen (Masseuse-kinésithérapeute)

### Effectif 2023-2024
| N° | Poste | Nom                       | Date de naissance  | Taille | Arrivée | Club précédent                | Sélection |
| -- | ----- | ------------------------- | ------------------ | ------ | ------- | ----------------------------- | --------- |
| 66 | GB    | Ricardo Amérigo Fernández | 7 février 1986     | 1,89 m | 2023    | Grand Poitiers Handball 86    | -         |
| 99 | GB    | Strahinja Radisavljevic   | 6 novembre 1999    | 1,95 m | 2022    | HC Rehovot                    | -         |
| 7  | ALG   | Romaric Biglietti         | 30 septembre 1997  | 1,82 m | 2019    | Entente Asnières Colombes     | -         |
| 90 | ALG   | Ludovic Léandry           | 12 février 1990    | 1,93 m | 2010    | Formé au club                 | -         |
| 6  | ALD   | Wilhem Clusel             | 26 mai 1996        | 1,87 m | 2021    | US Saintes Handball           | -         |
| 92 | ALD   | Robin Beaugars            | 24 mai 2000        | 1,81 m | 2022    | US Ivry Handball              | -         |
| 14 | DC    | Simon Lavialle            | 1er septembre 1997 | 1,90 m | 2021    | Angers SCO Handball           | -         |
| 95 | DC    | Alex Gérin                | 5 janvier 1999     | 1,80 m | 2023    | HB Club Cournon d'Auvergne    | -         |
| 97 | ARD   | Lucas Rance               | 24 janvier 1995    | 1,90 m | 2023    | US Saintes Handball           | -         |
| 21 | ARD   | Tino Franic               | 21 janvier 1999    | 1,91 m | 2022    | Grand Besançon Doubs Handball | -         |
| 42 | ARD   | Ian Delobel               | 28 juillet 2005    | 1,91 m | 2023    | Bois-Colombes-Sports Handball | -         |
| 23 | ARG   | Mario Brito Febras        | 6 janvier 2001     | 1,91 m | 2023    | Billère Handball Pau Pyrénées | -         |
| 28 | ARG   | Djordan Bourgrainville    | 8 août 1993        | 1,89 m | 2020    | Paris Saint-Germain Handball  | -         |
| 19 | ARG   | Yanis Jean-Philippe       | 19 avril 2002      | 1,90 m | 2022    | Bois-Colombes-Sports Handball | -         |
| 16 | PVT   | Maxime Mantey             | 26 mai 2003        | 1,93 m | 2020    | Formé au club                 | -         |
| 17 | PVT   | André Hartheiser          | 28 juillet 2001    | 1,90 m | 2022    | Formé au club                 | -         |
| 94 | PVT   | Mehdi Ismaili Alaoui      | 4 janvier 1992     | 1,91 m | 2021    | Widad Smara                   | Maroc     |

Staff technique :
- Christian Latulippe (entraîneur principal)
- Ibrahima Sall (entraîneur adjoint)
- Claire Hirigoyen (Masseuse-kinésithérapeute)

### Effectif 2019-2020
| N° | Poste | Nom               | Date de naissance | Taille | Arrivée | Club précédent               | Sélection  |
| -- | ----- | ----------------- | ----------------- | ------ | ------- | ---------------------------- | ---------- |
| 1  | GB    | Martin Oliver     | 26 juillet 1994   | 1,87 m | 2008    | Formé au club                | -          |
| 48 | GB    | Lucas Bois        | 24 juillet 2001   | 1,90 m | 2015    | Formé au club                | -          |
| 97 | GB    | Maxime Savonne    | 11 janvier 1997   | 1,95 m | 2019    | Montpellier HB II            | -          |
| 7  | ALG   | Romaric Biglietti | 30 septembre 1997 | 1,82 m | 2019    | Asnières Handball            | -          |
| 90 | ALG   | Ludovic Léandry   | 12 février 1990   | 1,83 m | 2010    | Formé au club                | -          |
| 11 | ALD   | Omar Benali       | 26 mai 1983       | 1,82 m | 2019    | Saint-Marcel Vernon HB       | Algérie    |
| 30 | ALD   | Carmel Vidal      | 14 juin 1994      | 1,83 m | 2017    | L'Étoile de Morne-à-l'Eau HB | -          |
| 14 | DC    | Fabien Segarel    | 14 janvier 1985   | 1,79 m | 2014    | JS Cherbourg                 | Gabon      |
| 95 | DC    | Sébastien Joumel  | 6 janvier 1995    | 1,91 m | 2016    | Massy EH                     | -          |
| 17 | ARG   | Ruslan Junisbekov | 28 janvier 1989   | 1,98 m | 2019    | Tremblay-en-France HB        | Kazakhstan |
| 93 | ARG   | William Dupil     | 10 mars 1998      | 1,86 m | 2019    | Grand Besançon Doubs HB      | -          |
| 92 | ARD   | Boubou Touré      | 29 janvier 1994   | 1,87 m | 2018    | Stade Valeriquais HB         | Guinée     |
| 13 | PVT   | Yanis Abi Resende | 22 juin 2001      | 1,95 m | 2015    | Formé au club                | -          |
| 98 | PVT   | Yasser Boukheda   | 15 mars 1994      | 1,83 m | 2015    | Montpellier HB II            | Algérie    |

Staff technique :
- Daniel Delherme (entraîneur principal)
- Youcef Aoulagha (entraîneur adjoint)
- Jean Mallia (intendant)

## Anciens joueurs

Logo du Saint-Gratien-Sannois Handball

Parmi les joueurs ayant évolué au club, on trouve notamment :
- Dika Mem (2015)
- Yann Genty (1986-2001)
- Thierry Perreux (1972-1980)
- Jérôme Turchi
- Romain Garzoli
- Tomek Malesa
- Éric Bernard
- Sébastien Cloux
- Farid Gherram
- Omar Benali
- Henri Desmaret
- Yann Gregoire
- Hervé Muller
- Arnaud Leroi
- Vincent Moreno
- Romain Delamotte
- Kamel Messara
- Jean-Marc Bérel
- Samir Daouas
- Guillaume Larbre
- Joachim Kaddour
- David Kaddour